# アッピウス・クラウディウス・プルケル (紀元前185年の執政官)
アッピウス・クラウディウス・プルケル（ラテン語: Appius Claudius Pulcher、紀元前2世紀、生没年不詳）は、共和政ローマの政務官。紀元前185年に執政官を務めた。父は同名のアッピウス・クラウディウス・プルケル、兄弟にはプブリウス・クラウディウス・プルケルがいる。

## 経歴
紀元前196年、ティトゥス・クィンクティウス・フラミニヌス配下のトリブヌス・ミリトゥムとしてギリシアに赴き、翌年からはレガトゥスとして紀元前194年まで留まる。
紀元前191年、プロプラエトルのマルクス・バエビウス・タンピルス配下のレガトゥスに彼の名があり、その後執政官マニウス・アキリウス・グラブリオの指揮下に入った。グラブリオはセレウコス朝のアンティオコス3世にテルモピュライで勝利し、続いてアエトリア同盟に遠征している。
紀元前188年、外国人担当プラエトルに就任。
紀元前185年、執政官に選出されると、リグリアで勝利して帰国、翌紀元前184年の執政官を決める選挙で兄弟のプブリウスをサポートした。翌年、ギリシア諸国への使節団の団長として、まずマケドニアのピリッポス5世と会談し、アエトリア同盟やクレタ島にも赴いた。
紀元前183年、スパルタからの4組の使節団がやってきたため、フラミニヌス、クィントゥス・カエキリウス・メテッルスと共にそれに対応している。ポリュビオスによれば、ペロポネソス半島で活動した経験があるため、元老院によって選出され、対応を任されたという。
紀元前174年、ガイウス・ウァレリウス・ラエウィヌス、マルクス・ポピッリウスらと共にアエトリア同盟に派遣され、激化する派閥抗争の仲介を試みたが失敗した。翌年にもテッサリアとペライボイ族の仲裁役を務めている。

## 家族
- アッピウス・クラウディウス・プルケル (紀元前212年の執政官)：父
- プブリウス・クラウディウス・プルケル (紀元前184年の執政官)：兄弟
- ガイウス・クラウディウス・プルケル (紀元前177年の執政官)：兄弟